# IC 4107
IC 4107 — галактика типу dE () у сузір'ї Волосся Вероніки.
Цей об'єкт міститься в оригінальній редакції індексного каталогу.